# Parabathyscia gracilicornis
Parabathyscia gracilicornis es una especie de escarabajo del género Parabathyscia, familia Leiodidae. Fue descrito por primera vez por René Gabriel Jeannel en 1947.

## Distribución
Esta especie se encuentra en Córcega.